# Текстильный (станция)
Текстильный — железнодорожная станция Ярославского региона Северной железной дороги, находится на западной окраине города Иваново. По объёму работ отнесена ко 2 классу.

## Движение поездов
Станция является промежуточной для поезда Москва — Кинешма, а также для пригородных поездов Иваново — Юрьев-Польский (1 пара в день) и Иваново — Александров (1 пара в день). Время движения до Иванова — около 9 минут. Турникетами не оборудована.

### Дальнее следование
| Сезонное обращение поездов | Сезонное обращение поездов | Сезонное обращение поездов | Сезонное обращение поездов |
| № поезда                   | Маршрут движения           | № поезда                   | Маршрут движения           |
| -------------------------- | -------------------------- | -------------------------- | -------------------------- |
| 495                        | Кострома — Адлер           | 496                        | Адлер — Кострома           |
| 539                        | Кострома — Анапа           | 540                        | Анапа — Кострома           |

## Общественный транспорт
Непосредственно к станции общественный транспорт не подходит. Ближайшая остановка — автобусно-троллейбусное кольцо «Станция Текстильный» (троллейбус № 10 и автобусы №№ 111, 121, 128, 141) — находится на улице Парижской коммуны в 730 метрах от станции.